# Cerretains
Les Cerretains ou Kerètes (Cerretani /kèrrètani/ en latin) étaient le peuple ibère qui habitait la Cerdagne (qui leur doit son nom) et plus généralement la vallée du Sègre. Leur ville principale était Julia Libyca (Llivia).
Ils avaient pour voisins, à l'est les Sardones et au sud les Ilergetes.

## Synonymie
Les Kerètes furent nommés Ceretani ou Cerretani par les auteurs gréco-latins dont Avienus, Strabon et Silius Italicus. On trouve aussi les Ausocérètes parfois traduits Acrocérètes pour indiquer la fusion possible entre les Ausètes d'Ausa (Vic) du versant sud pyrénéens et les Kerètes sur les hauteurs.

## Langue
Les Kerètes parlaient une langue pré-celtique de type bascoïde.

## Étymologie
Le nom pourrait provenir du radical Ker/kar à partir d'un élément de  toponymie pré-celtique signifiant « pierre ». Une autre explication le rapprocherait du basque herri pour le décliner en kere (natif). Le suffixe -te marque l'ablatif de la langue ibère signifiant l'appartenance et l'origine « issu de, venu de » comme dans d'autres noms de peuples ibères tels Indikètes, Ilerkètes etc. En général il se rapporte au nom de la capitale. Ainsi les Indikètes sont de Untika (Ullastret), les  Ilerkètes sont de Ilerka (Lerida) on peut en déduire que Kerètes signifie « de Kera ». Cette ville jamais mentionnée pouvait être aux environs de Llivia ou de Puigcerda.

## Des Kerètes aux Cerdans
Le K initial pré-celtique n'était pas dans l'alphabet latin. Les Romains le remplacèrent par la lettre de leur alphabet qui donnait le même phonème soit C. Puis le C latin se transformera en prononciation sifflante en français donnant la forme actuelle. En raccourcissant plusieurs siècles d'évolution, on passe donc du mot Kerètes à Ceretani, prononcé Keretani en latin, puis Cerdans, prononcé Serdans en français. De plus la première lettre de la dernière syllabe en  alphabet ibère nord-oriental correspond indifféremment à deux lettres latines T ou D, ce qui donne l'ambivalence Ceretania ou Ceredania. Le suffixe latin -ani dérive de la diminution d'un autre suffixe -nia indiquant le pays, le territoire qui s'est traduit en français par le suffixe -gne comme dans Allemagne, Espagne, Bretagne, Gascogne, etc. Kerretania signifie donc littéralement le « pays des Kerètes ». Ainsi les Kerètes de Kera en Keretania sont devenus les Cerdans de PuigCerda en Cerdagne.

## Toponymie
Les Kerètes auraient donné leur nom à la ville de Céret et à la région de la Cerdagne. Le nom du Boulou pourrait aussi avoir une racine bascoïde Buru (« tête ») qui se serait latinisé. Les Romains fondent ou rebaptisent aussi Cerdania ou Certadania l'actuelle Puigcerda, et Cered l'actuelle Céret. À l'époque romaine, Jules César baptise Iulia Lybica l'actuelle Llivia sur l'emplacement d'un camp romain.

## Localisation

Territoire possible des Kerètes et principales villes

Les terres Kerètes sont centrées sur le plateau Pyrénéen de Cerdagne correspondant aujourd'hui à la partie ouest du département des Pyrénées-Orientales. Les constantes de la description sont l'absence de territoire littoral méditerranéen, la relative proximité des Vascons à l'ouest et une partie des versants nord et sud des Pyrénées. Leur territoire occupait entre autres les hautes vallées périphériques au plateau Cerdan comme le Vallespir et le Conflent, les hautes vallées du Tech, de la Têt, de l'Aude et de la Sègre pour les principales. Les peuples qui les entourent sont les Andosins à l'ouest, les Atacines au nord, les Sardones, les Bébryques, les Indikètes à l'est et les Ausètes, Bergistes et  Ilerkètes au sud,.

## Histoire
Leur date d'arrivée dans les Pyrénées est inconnue mais probablement antérieure aux migrations celtiques du VIe siècle.
Les Kerètes semblent être des agriculteurs-éleveurs. Ils excellent dans la réalisation de jambon de porc très réputés dans l'antiquité. Le jambon des Cerretains est brièvement mentionné dans les Épigrammes du poète romain Martial (c.40 - c.100) : "Qu'il me vienne un jambon du pays des Cerretains ou des Ménapiens, je laisse les délicats se gorger du filet".
En 218 av. J.-C. Hannibal les soumets en traversant les Pyrénées avant de négocier son passage à Illiberis (Elne) avec les Celtes de Ruscino (Château-Roussillon). Après la deuxième guerre punique, les Romains les annexent autour de 200 av. J.-C. Les Kerètes se révoltent contre Rome en 39 av. J.-C. mais sont vite réprimés. Les romains rattachent leur territoire à la province de Tarraconaise après l'avoir intégré à l'Hispanie citérieure jusqu'en 27 av. J.-C. Contrairement à la Cerdagne, la plaine littorale du Roussillon est rattachée à la province de Narbonnaise.

## Mythologie
En revenant de la réalisation d'un de ses travaux, Héraclès aurait monté son camp pour se reposer et aurait pu ainsi fonder la ville de Puigcerda. Le mythe d'Héraclès repose sur une légende de prince phénicien originaire de la ville de Tyr (Diodore de Sicile raconte la légende de l'Hercule Tyrien dans son Histoire universelle). Héraclès aurait pu ainsi fonder une autre Kartha (Karth signifie « ville » en phénico-punique qui donne les villes de Carthage ou Carthagène).